# Прогресс мировых рекордов в эстафете 4 × 50 м вольным стилем
В этой статье представлена хронология мировых рекордов в эстафете 4×50 метров вольным стилем, установленных  мужскими, женскими и смешанными квартетами в  коротких (25 м) бассейнах.
Эстафета 4×50 метров вольным стилем — это эстафета, в которой каждый из четырех пловцов команды последовательно проплывает 50-метровый отрезок вольным стилем. Мировые рекорды ратифицируется и регламентируются ФИНА. 13 марта 2014 года, ФИНА официально ратифицировала восемь мировых рекордов, установленных пловцами Университета Индианы в эстафете на короткой воде, состоявшейся 26 сентября 2013 года в Блумингтоне.
Пловец, стартовавший на первом этапе эстафеты, за исключением смешанных эстафет, может заявить о попытке установить рекорд мира или юношеский рекорд мира. Если он закончит свой этап в рекордное время в соответствии с правилами прохождения этой дистанции, то его результат не может быть аннулирован из-за последующей дисквалификации эстафетной команды за нарушения, совершенные после окончания пловцом дистанции.

## Мужчины
| Номер | Время   | Имя                                                                                        | Национальность | Дата                | Соревнование     | Место           | Прим. |
| ----- | ------- | ------------------------------------------------------------------------------------------ | -------------- | ------------------- | ---------------- | --------------- | ----- |
| 1     | 1:36.81 | Коди Миллер Джеймс Уэллс Мэтт Герт Филип Батлер                                            | США            | 26 сентября 2013 г. | IU Fall Frenzy   | Блумингтон, США | [ 1 ] |
| 2     | 1:25.52 | (21.82)Франс. Хеерсбрандт (21.16)Йорис Гранжан (21.49)Питер Тиммерс (21.05)Яспер Эренц     | Бельгия        | 15 декабря 2013 г.  | Чемпионат Европы | Хернинг, Дания  | [ 3 ] |
| 3     | 1:23.36 | (20.87) В. Морозов (20.57) Сергей Фесиков (21.03) Евгений Лагунов (20.89) Никита Коновалов | Россия         | 15 декабря 2013 г.  | Чемпионат Европы | Хернинг, Дания  | [ 4 ] |
| 4     | 1:22.60 | (21.01)В. Морозов (20.37)Евгений Седов (20.59)Олег Тихобаев (20.63)Сергей Фесиков          | Россия         | 6 декабря 2014 г.   | Кубок мира       | Доха, Катар     | [ 5 ] |
| 5     | 1:21.80 | (20.43)Келеб Дрессел (20.25)Райан Хелд (20.59)Джек Конджер (20.53)Майкл Чедвик             | США            | 14 декабря 2018 г.  | Чемпионат мира   | Ханчжоу, Китай  | [ 6 ] |

Примечания: # — рекорд ожидает ратификации в FINA; мр — действующий рекорд мира среди взрослых; ер — действующий рекорд Европы среди взрослых; нр — действующий национальный рекорд среди взрослых.
Рекорды в стадиях: к — квалификация; пф — полуфинал; э — 1-й этап эстафеты; эк −1-й этап эстафеты квалификация; б — финал Б; † — в ходе более длинного заплыва; зв — заплыв на время.

## Женщины
| Номер | Время   |       | Имя                                                                                                 | Национальность                   | Дата             | Соревнование     | Место                | Прим.       |
| ----- | ------- | ----- | --------------------------------------------------------------------------------------------------- | -------------------------------- | ---------------- | ---------------- | -------------------- | ----------- |
| 1     | 1:54.97 |       | Стефани Марчук Клаудиа Дикапуа Одри Скотт Грейс Паджет                                              | США Университет Индианы "Хузерс" | 26 сентября 2013 | IU Fall Frenzy   | США Блумингтон       | [ 7 ] [ 8 ] |
| 2     | 1:37.21 | пз    | Мишель Колеман (24.72) Сара Шёстрём (23.60) Луиза Ханссон (24.50) Магдалена Курас (24.39)           | Швеция                           | 12 декабря 2013  | Чемпионат Европы | Дания Хернинг        | [ 9 ]       |
| 3     | 1:37.04 |       | Пернилле Блуме (24.90) Жанетте Оттесен (23.66) Келли Рибер Рассмуссен (24.63) Мие Нильсен (23.85)   | Дания                            | 12 декабря 2013  | Чемпионат Европы | Дания Хернинг        | [ 10 ]      |
| 4     | 1:35.74 | пз    | Эсме Вермёлен (25.09) Раноми Кромовидьойо (23.01) Мауд ван дер Меер (23.89) Инге Деккер (23.75)     | Нидерланды                       | 7 декабря 2014   | Чемпионат мира   | Катар Доха           | [ 11 ]      |
| 5     | 1:34.24 |       | Инге Деккер (24.09) Фемке Хемскерк (23.24) Мауд ван дер Меер (24.03) Раноми Кромовидьойо (22.88)    | Нидерланды                       | 7 декабря 2014   | Чемпионат мира   | Катар Доха           | [ 12 ]      |
| 6     | 1:33.91 |       | Раноми Кромовидьойо (23.42) Фемке Хемскерк (23.19) Тамара ван Влиет (23.65) Валери ван Роон (23.65) | Нидерланды                       | 15 декабря 2017  | Чемпионат Европы | Дания Копенгаген     | [ 13 ]      |
| 7     | 1:32.50 | зв, # | Раноми Кромовидьойо (23.05) Маайке де Ваард (23.16) Ким Буш (23.47) Фемке Хемскерк (22.82)          | Нидерланды                       | 12 декабря 2020  | Wouda Cup        | Нидерланды Эйндховен | [ 14 ]      |

Примечания: # — рекорд ожидает ратификации в FINA;
Рекорды в стадиях: пз — предварительные заплывы; пф — полуфинал;  б — финал Б;  зв — заплыв на время.

## Смешанные
| Номер | Время   |                  | Имя                                                                                                  | Национальность                   | Дата             | Соревнование     | Место              | Прим.                |
| ----- | ------- | ---------------- | --- | -------------------------------- | ---------------- | ---------------- | ------------------ | -------------------- |
| 1     | 1:41.16 |                  | Бейли Прессли (27.64) Стефани Армстронг(26.36) Таннер Курц (23.71) Коди Миллер (23.55)               | США Университет Индианы "Хузерс" | 26 сентября 2013 | IU Fall Frenzy   | США Блумингтон     | [ 15 ] [ 16 ] [ 17 ] |
| -     | 1:36.78 | не ратифицирован | Майкл Виналда (23.12) Зои Маттингли (25.23) Сли ДеЛооф (25.75) Кайл Уитакер (22.68)                  | США Мичиганский Университет      | 28 сентября 2013 | Водный карнавал  | США Анн-Арбор      | [ 18 ]               |
| 2     | 1:33.01 |                  | Розалия Насретдинова (24.56) Дмитрий Ермаков (21.97) Артем Лобузов (22.06) Мария Резникова (24.42)   | Россия                           | 13 октября 2013  | Кубок мира       | Россия Москва      | [ 19 ] [ 20 ]        |
| 3     | 1:32.52 |                  | Шинри Шиоура (21.63) Саяка Акасе (25.28) Кента Ито (20.70) Канако Ватанабэ (24.91)                   | Япония                           | 18 октября 2013  | Кубок мира       | ОАЭ Дубай          | [ 21 ] [ 22 ]        |
| 4     | 1:31.14 |                  | Флоран Манаду (21.22) Жереми Стравиус (20.87) Мелани Эник (24.61) Анна Сантаман (24.44)              | Франция                          | 21 октября 2013  | Кубок мира       | Катар Доха         | [ 23 ] [ 24 ]        |
| 5     | 1:31.13 | пз               | Томасо Д'Орсонья (21.62) Риган Леонг (21.98) Бронте Кэмпбелл (24.03) Кейт Кэмпбелл (23.50)           | Австралия                        | 10 ноября 2013   | Кубок мира       | Япония Токио       | [ 25 ] [ 26 ]        |
| 6     | 1:29.61 |                  | Томасо Д'Орсонья (21.48) Трэвис Махони (21.59) Кейт Кэмпбелл (23.10) Бронте Кэмпбелл (23.44)         | Австралия                        | 10 ноября 2013   | Кубок мира       | Япония Токио       | [ 25 ] [ 27 ]        |
| 7     | 1:29.53 |                  | Сергей Фесиков (21.13) Владимир Морозов (20.72) Розалия Насретдинова (23.70) Вероника Попова (23.98) | Россия                           | 14 декабря 2013  | Чемпионат Европы | Дания Хернинг      | [ 28 ] [ 29 ]        |
| 8     | 1:28.57 |                  | Джош Шнайдер (20.94) Мэтт Греверс (20.75) Мэдисон Кеннеди (23.63) Эбби Вайтцел (23.25)               | США                              | 6 декабря 2014   | Чемпионат мира   | Катар Доха         | [ 30 ] [ 31 ]        |
| 9     | 1:28.39 |                  | Нилс Корстанье (21.42) Кайл Столк (20.66) Раноми Кромовидьойо (23.01) Фемке Хемскерк (23.30)         | Нидерланды                       | 16 декабря 2017  | Чемпионат Европы | Дания Копенгаген   | [ 32 ]               |
| 10    | 1:27.89 |                  | Калеб Дрессел (20.43) Райан Хелд (20.60) Мэллори Комерфорд (23.44) Келси Далия (23.42)               | США                              | 12 декабря 2018  | Чемпионат мира   | Китай Ханчжоу      | [ 33 ]               |
| 11    | 1:27.33 |                  | Максим Груссе (20.92) Флоран Манаду (20.26) Берил Гастальделло (23.00) Мелани Эник (23.15)           | Франция                          | 16 декабря 2022  | Чемпионат мира   | Австралия Мельбурн | [ 34 ]               |

Примечания: # — рекорд ожидает ратификации в FINA;
Рекорды в стадиях: пз — предварительные заплывы; пф — полуфинал;  б — финал Б;  зв — заплыв на время.